# Peter Christoffersen (skuespiller)
 Ikke at forveksle med Peter Christoffersen.
Peter Christoffersen (12. februar 1980) er en dansk skuespiller.

## Filmografi

### Film
| År   | Titel              | Rolle                 | Noter |
| ---- | ------------------ | --------------------- | ----- |
| 2011 | En familie         | Læge                  |       |
| 2014 | Fasandræberne      | Alberg                |       |
| 2016 | De Standhaftige    | Korreograf            |       |
| 2018 | Så længe jeg lever | Johnny Reimar         |       |
| 2018 | Den skyldige       | Politiassistent i hus |       |

### Tv-serier
| År        | Titel                   | Rolle              | Noter        |
| --------- | ----------------------- | ------------------ | ------------ |
| 2009-2010 | Livvagterne             | Emre               |              |
| 2013      | Broen II                | Julian Christensen |              |
| 2016      | Den anden verden        | Jæger              | Julekalender |
| 2017      | Gidseltagningen         | Torben Olsen       |              |
| 2020      | Når støvet har lagt sig | Nikolaj            |              |